# Поповка (Сватовский район)
Поповка (укр. Попівка) — село, относится к Сватовскому району Луганской области Украины.
Население по переписи 2001 года составляло 13 человек. Почтовый индекс — 92625. Телефонный код — 6471. Занимает площадь 4,8 км². Код КОАТУУ — 4424081507.

## Местный совет
92625, Луганська обл., Сватівський р-н, с. Ковалівка, вул. Жовтнева, 32  (укр.)